# Идель (газета)
Идель (Волга) — областная общественно-политическая газета на татарском и русском языках, издающаяся в Астраханской области, Россия. Газета освещает общественно-политические события, происходящие в области, а также публикует материалы по истории и культуре татар. Учредителями газеты являются областная администрация и областное общество татарской культуры «Дуслык».
Тираж газеты в 2006 году составлял 600 экземпляров.
Газета была основана татарским  просветителем, издателем и учёным Абдурахманом Умеровым. Первый номер газеты вышел в сентябре 1907 года. Выходила 2-3 раза в неделю и входила в пятёрку наиболее массовых и влиятельных татарских газет России. В 1913 году по решению департамента полиции газета была закрыта «без права возобновления». В 1991 году издание газеты возобновлено.